# جاكلين موريارتي
جاكلين موريارتي (بالإنجليزية: Jaclyn Moriarty)‏ (1968، سيدني في أستراليا)؛ كاتِبة ومؤلِّفة، مُتخصِّصة في أدب الأطفال، محامية وروائية أسترالية.